# Brander (schip)

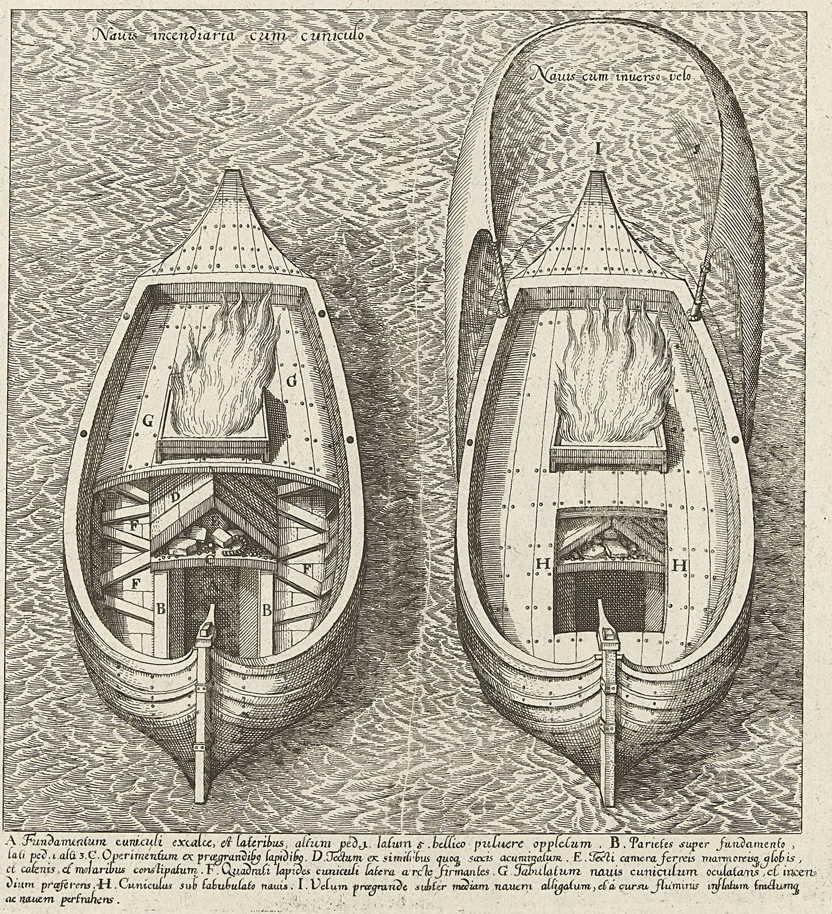
Voorbeeld van branders zoals zij gebruikt werden om een schipbrug in de Schelde op te blazen.

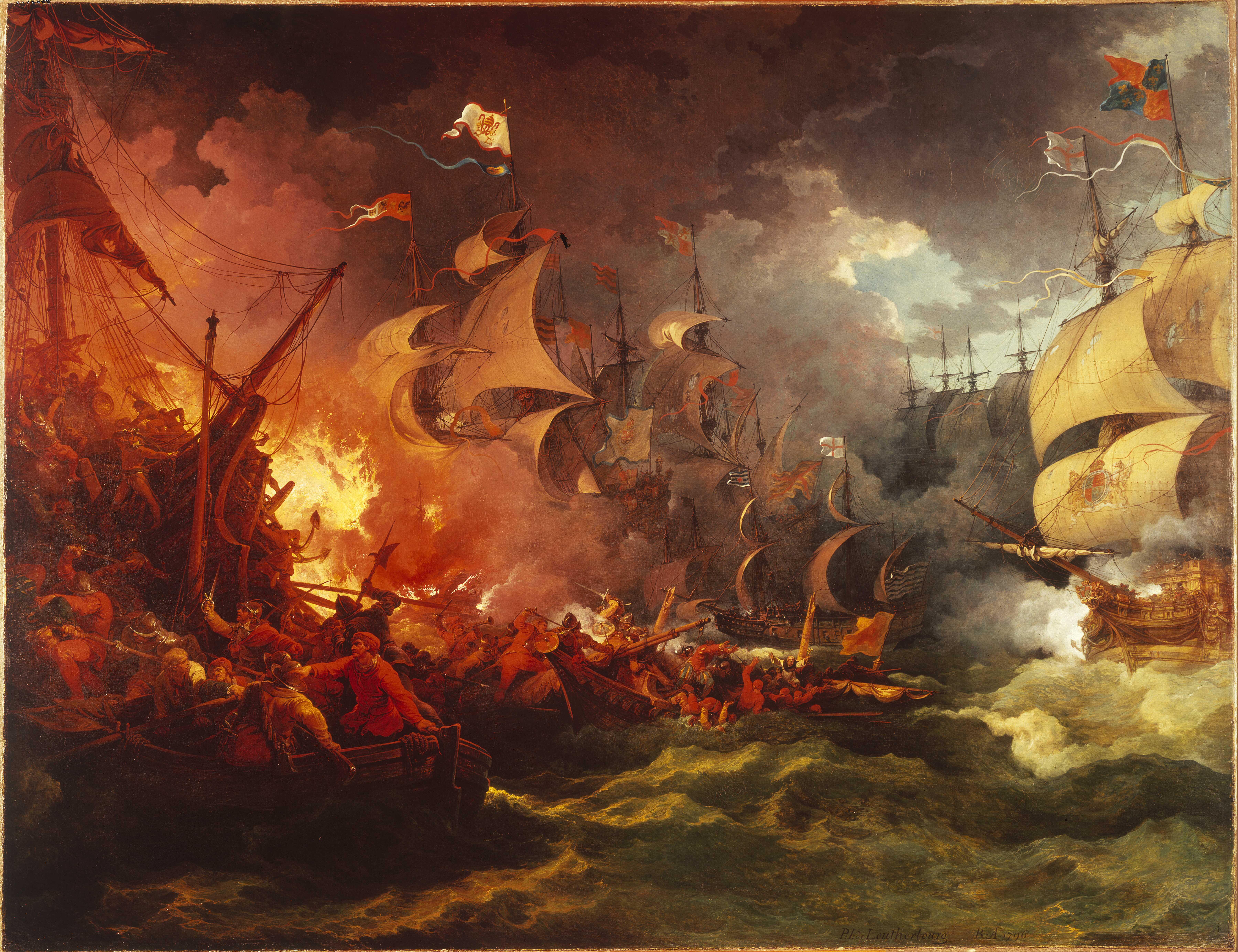
Ondergang van de Spaanse Armada, door Philippe-Jacques de Loutherbourg, geschilderd in 1796, beeldt Drakes aanval met branders op de Armada af.

Een brander is een schip dat gevuld wordt met teer en explosieven, dan met opzet aangestoken wordt, en dan in de richting van een vijandige vloot van houten schepen gestuurd wordt om deze uit te schakelen, of om de vijand paniek aan te jagen waardoor ze hun formatie opgeven. Branders waren meestal oude of goedkope schepen.
Traditionele zeilschepen waren erg kwetsbaar voor vuur. Balken werden bijeengehouden met teer, touwen waren ingesmeerd met vet, en de ruimen van bewapende schepen lagen vol buskruit. Er was dus weinig aan boord dat niet zou branden, waardoor branders een enorme bedreiging waren voor deze schepen.
Wanneer de wind in de juiste richting zat kon een brander losgelaten worden zodat het in de richting van zijn doel zou drijven. Tijdens de meeste gevechten moest echter een brander bestuurd worden door enkele bemanningsleden. De bemanning moest op het laatste moment het schip verlaten na de lonten van de explosieven te hebben aangestoken. Branders waren het gevaarlijkst voor schepen die vastlagen. In open zee kon een goed uitgerust schip de brander ontwijken en uitschakelen met de kanonnen. Ook werden vaak sloepen gebruikt om branders te onderscheppen en weg te slepen.
Noemenswaardige aanvallen met branders zijn:
- Francis Drakes aanval op de Spaanse Armada toen die bij Grevelingen voor anker lag in 1588. De branders beschadigden de schepen niet, maar braken wel de formatie van de Spaanse vloot.
- Maarten Tromps aanval op de Spaanse vloot die voor anker lag voor de Kentse kust tijdens de Slag bij Duins in 1639. De Spaanse vloot werd bijna volledig vernietigd, ook doordat vele schepen in paniek op de kust liepen.
- Michiel de Ruyters aanval op de Engelse vloot tijdens de Slag bij Solebay in 1672: de Royal James werd door een brander vernietigd.
- Vele Griekse aanvallen op Turkse schepen tijdens de Griekse Onafhankelijkheidsoorlog, van 1821 tot 1832.

Het gebruik van branders stopte toen houten oorlogsschepen vervangen werden door metalen. Het concept werd tijdens de Tweede Wereldoorlog wel nog eens gebruikt toen als onderdeel van Operatie Chariot de oude torpedobootjager Campbeltown volgestopt werd met explosieven en in een droogdok bij Saint-Nazaire in Frankrijk geramd werd.